# Trasimedes

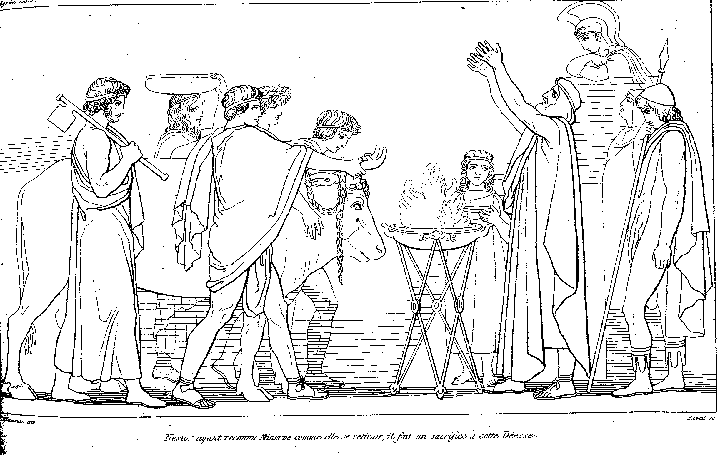
Foto de Tasimeses realizando un ritual

En la mitología griega, Trasimedes (en griego antiguo, Θρασυμήδης/Thrasumếdês), fue un hijo de Néstor. Su túmulo se encontraba a una corta distancia de Pilos.
Los Alcmeónidas, una importante familia histórica ateniense, se consideraban descendientes de Alcmeón hijo de Silo, hijo de Trasimedes.
Los descendientes de Néstor fueron expulsados de Mesenia por los heráclidas, y Alcmeón y los hijos de Peón, hijo de Antíloco, se refugiaron en Atenas, y allí darían origen a las familias de los Alcmeónidas y de los Peónidas.
En Mesene había un templo con pinturas en las que estaban representados, entre otros, Trasimedes, Néstor y Antíloco.